# Helga Miketta
Helga Miketta (* 23. März 1941) ist eine deutsche Sportlerin, die Halbmarathon läuft.
Helga Miketta startet im Halbmarathon in der Altersklasse W70. Sie war drei Mal Deutsche Meisterin und wurde 2007 in Regensburg und 2011 in Thionville/Frankreich mit einer Zeit von 1:44:02 Europameisterin. Beim 23. Halbmarathon im September 2011 am Fühlinger See bei Köln wurde sie mit einer Zeit von 1:40:31 in der Altersklasse W70 Weltmeisterin. Beim 51. Essener Marathon hat Miketta am 13. Oktober 2013 zum dritten Mal in Folge einen neuen Weltrekord in ihrer Altersklasse aufgestellt. Sie passierte das Ziel nach 3:33,15 Stunden. Am 30. Oktober 2016 sicherte sie sich beim Frankfurt-Marathon mit einer Zeit von 4:07:58 Stunden den deutschen Rekord in ihrer Altersklasse W75. Beim 36. Frankfurt-Marathon am 29. Oktober 2017 hat Miketta ihren Weltmeistertitel mit der Zeit von 4:12:23 Stunden verteidigt. In ihrer Altersklasse W75 sicherte sich Miketta in Düsseldorf am 29. April 2018 den sechsten Sieg bei einer deutschen Marathon-Meisterschaft mit 4:17:22 Stunden.
Miketta lebt in Düren-Rölsdorf und startet für den Birkesdorfer Turnverein.